# Lijst van rijksmonumenten in Windesheim
De plaats Windesheim telt 29 inschrijvingen in het rijksmonumentenregister, hieronder een overzicht. 
| Object                                                                       | Oorspronkelijke functie?  | Bouwjaar                                                            | Architect                                      | Locatie               | Coördinaten?                 | Nr.?   | Afbeelding                                           |
| ---------------------------------------------------------------------------- | ------------------------- | ------------------------------------------------------------------- | ---------------------------------------------- | --------------------- | ---------------------------- | ------ | ---------------------------------------------------- |
| De Bethlehem                                                                 | Sociale zorg, liefdadigh. | ca. 1869 1997 (renovatie)                                           |                                                | Dorpsstraat 19-27     | 52° 26' 51" NB, 6° 7' 54" OL | 41906  | Upload foto                                          |
| Nederlands-Hervormde kerk (voor 1633: brouwerij van het klooster Windesheim) | Kerk en kerkonderdeel     | ca. 1565 1915 (consistorie) 1987 (restauratie)                      | L.H.J. Westerop (1915)                         | Dorpsstraat 4         | 52° 26' 55" NB, 6° 7' 56" OL | 41907  | Meer afbeeldingen                                    |
| Windesheimer molen                                                           | Industrie- en poldermolen | 1748 gerestaureerd in 1952, 1978 en 2008                            |                                                | Wijheseweg 33         | 52° 27' 4" NB, 6° 7' 53" OL  | 41908  | Meer afbeeldingen                                    |
| Huis te Windesheim, huisruïne                                                | Kasteel, buitenplaats     | vroege 17e eeuw                                                     |                                                | bij Windesheimerweg 2 | 52° 26' 46" NB, 6° 7' 32" OL | 510189 | Meer afbeeldingen                                    |
| Huis te Windesheim, bouwhuizen en hek met hekpijlers                         | Kasteel, buitenplaats     | 1639 (hekpijlers)                                                   |                                                | bij Windesheimerweg 2 | 52° 26' 46" NB, 6° 7' 32" OL | 41910  | Huis te Windesheim, bouwhuizen en hek met hekpijlers |
| Familiegraf van de heren van Windesheim                                      | Begraafplaats en -onderdl | 1834 (grafmonument) 1879, 1905, 1969 en 1973 (zerken)               |                                                | Pastorieweg           | 52° 26' 56" NB, 6° 7' 50" OL | 509859 | Meer afbeeldingen                                    |
| Huis te Windesheim, park met rozentuin                                       | Tuin, park en plantsoen   | 1793-'96 (park) ca. 1915 (rozentuin)                                | J. Otten Husly (1793-'96) L.A. Springer (1915) | bij Windesheimerweg 2 | 52° 26' 44" NB, 6° 7' 28" OL | 510190 | Upload foto                                          |
| Huis te Windesheim, oostelijk bouwhuis                                       | Bijgebouwen kastelen enz. | 18e eeuw                                                            |                                                | Windesheimerweg 2     | 52° 26' 46" NB, 6° 7' 32" OL | 510282 | Meer afbeeldingen                                    |
| Huis te Windesheim, westelijk bouwhuis                                       | Bijgebouwen kastelen enz. | 18e eeuw                                                            |                                                | Windesheimerweg 2a    | 52° 26' 46" NB, 6° 7' 30" OL | 510283 | Meer afbeeldingen                                    |
| Huis te Windesheim, toegangshek                                              | Tuin, park en plantsoen   | 1900-1925                                                           |                                                | bij Windesheimerweg 2 | 52° 26' 45" NB, 6° 7' 31" OL | 510284 | Meer afbeeldingen                                    |
| Huis te Windesheim, hek zijingang                                            | Tuin, park en plantsoen   | 1850-1875                                                           |                                                | bij Windesheimerweg 2 | 52° 26' 44" NB, 6° 7' 26" OL | 510285 | Upload foto                                          |
| Krukhuisboerderij                                                            | Boerderij                 | 15e eeuw ca. 1502 (kap, gebinten) 18e eeuw (zijbeuk) 1900 (aanbouw) |                                                | Veldweg 1             | 52° 26' 49" NB, 6° 7' 55" OL | 527686 | Meer afbeeldingen                                    |
| Krukhuisboerderij, schuur                                                    | Boerderij                 | 19e eeuw                                                            |                                                | bij Veldweg 1         | 52° 26' 49" NB, 6° 7' 55" OL | 527687 | Meer afbeeldingen                                    |
| Huis te Windesheim, toegangsbrug aan Windesheimerweg                         | Tuin, park en plantsoen   | 18e eeuw                                                            |                                                | bij Windesheimerweg 2 | 52° 26' 46" NB, 6° 7' 32" OL | 529119 | Upload foto                                          |
| Huis te Windesheim, brug tussen ruïne en voorplein                           | Tuin, park en plantsoen   | 17e eeuw                                                            |                                                | bij Windesheimerweg 2 | 52° 26' 46" NB, 6° 7' 32" OL | 529120 | Meer afbeeldingen                                    |
| Huis te Windesheim, houten brug tussen ruïne en bloementuin                  | Tuin, park en plantsoen   | 19e eeuw                                                            |                                                | bij Windesheimerweg 2 | 52° 26' 46" NB, 6° 7' 32" OL | 529121 | Upload foto                                          |
| Huis te Windesheim, parktrap                                                 | Tuin, park en plantsoen   | 1900-1925                                                           |                                                | bij Windesheimerweg 2 | 52° 26' 46" NB, 6° 7' 32" OL | 529122 | Upload foto                                          |
| Huis te Windesheim, bassin in bloementuin                                    | Tuin, park en plantsoen   | 1900-1925                                                           |                                                | bij Windesheimerweg 2 | 52° 26' 46" NB, 6° 7' 32" OL | 529123 | Upload foto                                          |
| Huis te Windesheim, hardstenen bank in bloementuin                           | Tuin, park en plantsoen   | 1900-1925                                                           |                                                | bij Windesheimerweg 2 | 52° 26' 46" NB, 6° 7' 32" OL | 529124 | Upload foto                                          |
| Huis te Windesheim, doopvont                                                 | Tuin, park en plantsoen   | 17e eeuw                                                            |                                                | bij Windesheimerweg 2 | 52° 26' 46" NB, 6° 7' 32" OL | 529125 | Upload foto                                          |
| Huis te Windesheim, twee zandstenen beelden                                  | Tuin, park en plantsoen   | 17e-18e eeuw                                                        |                                                | bij Windesheimerweg 2 | 52° 26' 46" NB, 6° 7' 32" OL | 529126 | Upload foto                                          |
| Huis te Windesheim, drie ronde cementen tuinvazen                            | Tuin, park en plantsoen   | 1900-1925                                                           |                                                | bij Windesheimerweg 2 | 52° 26' 46" NB, 6° 7' 32" OL | 529127 | Upload foto                                          |
| Huis te Windesheim, grote stenen vaas op voorplein                           | Tuin, park en plantsoen   | 19e eeuw                                                            |                                                | bij Windesheimerweg 2 | 52° 26' 46" NB, 6° 7' 32" OL | 529128 | Meer afbeeldingen                                    |
| Huis te Windesheim, stal                                                     | Bijgebouwen kastelen enz. | eind 19e eeuw                                                       |                                                | bij Windesheimerweg 2 | 52° 26' 46" NB, 6° 7' 32" OL | 529129 | Upload foto                                          |
| Huis te Windesheim, bosbaaswoning                                            | Bijgebouwen kastelen enz. | 1916                                                                |                                                | Windesheimerweg 4     | 52° 26' 43" NB, 6° 7' 22" OL | 529130 | Upload foto                                          |
| Huis te Windesheim, dubbele dienstwoning                                     | Bijgebouwen kastelen enz. | 1916                                                                |                                                | Windesheimerweg 21-23 | 52° 26' 40" NB, 6° 7' 22" OL | 529131 | Upload foto                                          |
| Huis te Windesheim, dubbele dienstwoning                                     | Bijgebouwen kastelen enz. | verm. 18e eeuw                                                      |                                                | Windesheimerweg 17    | 52° 26' 41" NB, 6° 7' 28" OL | 529132 | Upload foto                                          |
| Huis te Windesheim, tuinmanswoning                                           | Bijgebouwen kastelen enz. | 1912-'18 1947 (aanbouw)                                             | L. Mensink                                     | Windesheimerweg 15    | 52° 26' 41" NB, 6° 7' 29" OL | 529133 | Meer afbeeldingen                                    |
| Huis te Windesheim, dienstwoning                                             | Bijgebouwen kastelen enz. | 1913                                                                |                                                | Bulderingsweg 13      | 52° 26' 40" NB, 6° 7' 30" OL | 529134 | Upload foto                                          |